# The Dinner Party
Ne doit pas être confondu avec The Last Dinner Party.
The Dinner Party (littéralement « Le dîner ») est une installation artistique réalisée par l'artiste féministe américaine Judy Chicago de 1974 à 1979.
Considérée comme la première œuvre féministe « épique », elle se présente sous la forme d'une histoire symbolisée des femmes. Cette installation se compose de 39 tables à manger dressées, jointes les unes aux autres et disposées en triangle, chaque table représentant une figure historique féminine. Sont représentés des personnages mythologiques et des personnalités historiques de diverses époques et de divers domaines.

## Description
The Dinner Party est une installation composée d'une table triangulaire d'environ 15 m de côté. Chaque place de la table comporte un chemin de table brodé du nom d'une femme célèbre ainsi que des images ou des symboles qui lui sont liées, une serviette, des ustensiles de cuisine, un verre ou un gobelet et une assiette. Beaucoup d'entre elles portent un relief en forme de papillon ou de fleur symbolisant une vulve.
La table comprend 39 places pour autant de femmes, chaque côté du triangle possède 13 places. Elle repose sur un socle, appelé Heritage Floor, triangle équilatéral composé de 2 300 plaquettes de porcelaine sur lesquelles figurent les noms de 999 femmes mythiques et historiques associées aux 39 convives suivantes :
Aile I : de la préhistoire à l'Empire romain

1. Déesse primordiale 

2. Déesse de la fertilité 

3. Ishtar 

4. Kali 

5. Déesse serpent 

6. Sophie 

7. Amazone 

8. Hatchepsout 

9. Judith 

10. Sappho 

11. Aspasie 

12. Boadicée

13. Hypatie
Aile II : des débuts du christianisme à la Réforme

14. Marcelle 

15. Sainte Brigitte 

16. Théodora 

17. Hrosvitha 

18. Trotula 

19. Aliénor d'Aquitaine 

20. Hildegarde de Bingen 

21. Petronilla de Meath 

22. Christine de Pisan 

23. Isabella d'Este 

24. La reine Élisabeth 

25. Artemisia Gentileschi 

26. Anna van Schurman
Aile III : de la Révolution américaine au féminisme

27. Anne Hutchinson 

28. Sacagawea 

29. Caroline Herschel 

30. Mary Wollstonecraft 

31. Sojourner Truth 

32. Susan B. Anthony 

33. Elizabeth Blackwell 

34. Emily Dickinson 

35. Ethel Smyth 

36. Margaret Sanger 

37. Natalie Barney 

38. Virginia Woolf 

39. Georgia O'Keeffe
Judy Chicago a dû faire de nombreuses recherches sur ces femmes pour pouvoir les mettre dans cette installation. En effet, certaines, en particulier celles sur le Heritage Floor, sont presque oubliées. L'artiste a donc dû faire des recherches approfondies dans de nombreuses archives partout en Europe et en Amérique du Nord, pour créer une biographie ou avoir des bribes d'information sur ces femmes que l'histoire a effacées.

## Historique

### Réalisation
Judy Chicago réalise The Dinner Party entre 1974 et 1979, avec l'assistance de plusieurs bénévoles, dans le but de « mettre fin au cycle continuel d'omissions par lequel les femmes sont absentes des archives de l'Histoire ».
Les bénévoles qui ont participé à la réalisation de cette œuvre sont des spécialistes des arts que Judy Chicago a voulu mettre en œuvre dans son installation. Elle utilise des techniques qui sont considérées comme traditionnellement féminines comme la broderie ou la peinture sur céramique. Ces techniques sont également généralement opposées aux Beaux-Arts et sont appelés au mieux les Arts Décoratifs. Judy Chicago veut que ces Arts Décoratifs aient la même importance et soient considérés de la même manière que les Beaux-Arts.  
L'œuvre est conservée au Brooklyn Museum de New York, aux États-Unis.

### Réaction

#### Premières réactions des critiques (1980-1981)

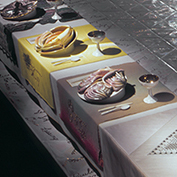
Détail de l'installation.

The Dinner Party a provoqué diverses réactions. La critique féministe Lucy R. Lippard a déclaré : « Ma propre expérience initiale a été fortement émotionnelle... Plus je passais de temps devant la pièce, plus je suis devenue accro à ses détails complexes et à ses significations cachées ». Elle a aussi défendu l'œuvre comme un excellent exemple de l'action féministe. Ces réactions ont aussi été exprimées par d'autres critiques, et nombreux sont ceux qui ont salué l'installation.
Cependant, les mauvaises critiques de l'œuvre ont été tout aussi catégoriques. Hilton Kramer, par exemple, a fait valoir que « The Dinner Party réitère son thème avec une insistance et une vulgarité plus appropriées, peut-être, à une campagne de publicité qu'à une œuvre d'art ». Il a traité le travail non seulement d'objet kitsch, mais aussi d'art « grossier, solennel et arrêté », « très mauvais […] raté […] si embourbé dans les dévotions d'une cause qu'il n'arrive nullement à acquérir seul une vie artistique indépendante ».
Maureen Mullarkey a également critiqué l’œuvre, la qualifiant de moralisatrice et de fausse pour les femmes qu'elle prétend représenter. Elle a rejeté en particulier le sentiment qu'elle appelait « tournez les yeux vers leur bas-ventre et elles se ressemblent toutes », une « essentialisation » de toutes les femmes qui ne respecte pas la cause féministe. Mullarkey a aussi contesté l'aspect hiérarchique de l'œuvre en affirmant que Chicago avait profité de ses bénévoles de sexe féminin.
De même, Roberta Smith (en) a déclaré, à propos de l'œuvre, que « sa portée historique et son importance sociale sont peut-être supérieures à sa valeur esthétique ».
Mullarkey s'est concentrée sur quelques convives particulières dans sa critique de l'œuvre : Emily Dickinson, Virginia Woolf et Georgia O'Keeffe ; elle voit dans l'évocation de ces femmes un exemple de l'irrespect que Judy Chicago leur montre dans son œuvre. Mullarkey affirme que « l'entrejambe à plusieurs passements roses » de Dickinson était à l'opposé de la femme qu'il était censé symboliser, vu le secret extrême dans lequel vivait Dickinson. L'inclusion même de Woolf fait fi de sa frustration devant la curiosité du public pour le sexe des écrivains. De même, O'Keeffe avait des pensées semblables et niait que son œuvre eût un sens sexué ou sexuel.

#### Réactions postérieures
Des critiques comme Mullarkey sont revenus plus tard sur The Dinner Party et ont déclaré que leurs opinions n'avaient pas changé. Bien des réactions postérieures ont toutefois été plus modérées ou plus accueillantes, même si ce n'est que par une valorisation de l’œuvre fondée sur son importance continue.
Amelia Jones, par exemple, situe l'œuvre dans l'histoire de l'art et l'évolution du féminisme pour expliquer les réactions des critiques. Elle voit dans l'objection de Hilton Kramer à cette œuvre un prolongement des idées modernistes sur l'art ; elle déclare : « l'œuvre est une subversion flagrante des systèmes modernistes de détermination de la valeur, où l'on préfère l'objet esthétique pur à la sentimentalité dégradée des arts ménagers et populaires ». Jones aborde également l'argument de critiques que The Dinner Party n'est pas du grand art en raison de son immense popularité et de l'attrait du public. Alors que Kramer jugeait que la popularité de l'œuvre en révélait la qualité inférieure, Lippard et Chicago elle-même pensaient qu'il fallait considérer comme une qualité la capacité que l'œuvre avait de parler à un grand public.
L'image de la « vulve papillon » continue à être à la fois très critiquée et très estimée. Beaucoup de conservateurs l'ont critiquée pour des raisons que le représentant Robert K. Dornan (en) a résumées en déclarant qu'il s'agissait de « pornographie en relief et en céramique », mais certaines féministes ont aussi jugé que cette image posait problème en raison de sa nature passive, « essentialisante ». Cependant, l'œuvre s'inscrit dans le mouvement féministe des années 1970, qui a glorifié le corps féminin et s'est concentré sur lui. D'autres féministes n'acceptent pas l'idée principale de cette œuvre, car celle-ci montre une expérience féminine universelle, qui n'existe pas selon bien des gens. Par exemple, les lesbiennes et les femmes d'ethnies non blanches et non européennes ne sont pas bien représentées dans l'œuvre.
Jones expose l'argument sur la réalisation de l'œuvre en collaboration. Bien des critiques ont reproché à Judy Chicago de prétendre que l'œuvre était le fruit d'une collaboration alors que l'artiste en était maître. Cette dernière n'avait toutefois jamais prétendu que le travail serait un genre de collaboration idéale et elle a toujours assumé l'entière responsabilité de l'œuvre.
L'artiste Cornelia Parker a dit qu'elle aimerait voir l'œuvre « mise aux ordures » en ces termes :

« À mon goût, il y a trop de vulves. Je trouve que tout cela traite plutôt de l'ego de Judy Chicago que des pauvres femmes qu'elle est censée élever — nous sommes toutes réduites à des organes sexuels, ce qui est un peu déprimant. C'est presque comme si c'était la plus grande œuvre d'art d'opprimé que vous ayez jamais vue. De plus, elle prend tellement de place ! J'aime bien l'idée d'essayer de l'emboîter dans une minuscule benne à ordures — ce n'est pas un geste très féministe, mais je ne crois pas non plus que l'œuvre le soit. »